# 玉島郵便局
玉島郵便局（たましまゆうびんきょく）
- 岡山県倉敷市にある郵便局。本記事にて記述する。

玉島簡易郵便局（たましまかんいゆうびんきょく）
- 佐賀県唐津市にある簡易郵便局。局番号は77743。

玉島郵便局（たましまゆうびんきょく）は、岡山県倉敷市にある郵便局。民営化前の分類では集配普通郵便局であった。

## 概要
住所：〒713-8799 岡山県倉敷市玉島中央町2-1-52

## 沿革
- 1872年1月14日（明治4年12月5日） - 玉島郵便取扱所として開設[1]。
- 1873年（明治6年）4月 - 玉島郵便役所となる。
- 1875年（明治8年）1月1日 - 玉島郵便局（四等）となる。同年、為替取扱を開始。
- 1877年（明治10年）6月 - 玉島村ノ内玉島郵便局に改称。
- 1879年（明治12年） - 貯金取扱を開始。
- 1886年（明治19年）6月1日 - 玉島郵便局に改称。
- 年月日不詳 - 玉島郵便電信局となる。
- 1903年（明治36年）4月1日 - 通信官署官制の施行に伴い玉島郵便局となる。
- 1956年（昭和31年）10月1日 - 電話通話および和文電報受付事務の取扱を開始[2]。
- 1967年（昭和42年）12月 - 局舎新築落成。
- 1999年（平成11年） - 外国通貨の両替および旅行小切手の売買に関する業務取扱を開始。
- 2007年（平成19年）10月1日 - 民営化に伴い、併設された郵便事業玉島支店に一部業務を移管。
- 2012年（平成24年）10月1日 - 日本郵便株式会社発足に伴い、郵便事業玉島支店を玉島郵便局に統合。
- 2018年（平成30年）10月9日 - 長尾郵便局から集配業務を移管。

## 取扱内容
- 郵便、印紙、ゆうパック、内容証明
- 貯金、為替、振替、振込、国際送金、国債、投資信託
- 生命保険、バイク自賠責保険、自動車保険
- ゆうちょ銀行ATM
- 倉敷市内の一部地域（玉島地域および船穂地域：〒713-81xx、713-85xx、713-86xx、713-87xx、710-02xx）の集配業務
- ゆうゆう窓口

## 周辺
- 倉敷市役所玉島支所
- 玉島税務署
- 玉島簡易裁判所
- 玉島中央病院
- 玉島テレビ放送
- 倉敷市立玉島図書館
- 岡山県立玉島高等学校
- 岡山県立玉島商業高等学校

## アクセス
- JR山陽新幹線・山陽本線 新倉敷駅から徒歩約29分
- 両備バス、井笠バス 玉島支所前停留所下車
- 山陽自動車道 玉島ICから南西へ約4km
- 国道429号沿い
- 駐車場あり：12台